# کیم داهیون
کیم داهیون (به کره‌ای: 김다현) (به انگلیسی: Kim Dahyun) (زاده ۲۸ مهٔ ۱۹۹۸)، که بیشتر با نام هنری داهیون (به کره‌ای: 다현) شناخته می‌شود، یک خواننده و رپر اهل کره جنوبی است. او یکی از اعضای گروه دخترانه توایس است که از طریق برنامه تلویزیونی سیکستین زیر نظر جی وای پی اینترتینمنت شکل گرفت.

## اوایل زندگی
داهیون متولد سئونگنام، گیونگی دو، کره جنوبی است. معروفیت او در کلاس ششم مدرسه ابتدایی با رقصی معروف به «رقص عقاب» شروع شد. ویدئوی این رقص در سال ۲۰۱۱ در یوتیوب پخش شد.

## حرفه
در سال ۲۰۱۵، داهیون در برنامه تلویزیونی سیکستین که اعضای گروه دخترانه توایس را مشخص می‌کرد، شرکت کرد. در قسمت پایانی، او به عنوان یکی از اعضای توایس انتخاب شد و در جایگاه هفتم قرار گرفت. در ۲۰ اکتبر ۲۰۱۵، توایس با انتشار اولین آلبوم چند آهنگه خود با نام «داستان آغاز می‌شود» و موزیک ویدئوی «مثل اووه-آهه» به‌طور رسمی آغاز به کار کرد. شوکیس دبیوی آنها نیز در همان روز برگزار شد.

## وجهه عمومی
در نظرسنجی سالانه موسیقی گالوپ کره در سال ۲۰۱۷، داهیون به عنوان هفدهمین آیدل محبوب کره جنوبی انتخاب شد.
در سال ۲۰۱۹ داهیون توانست رتبه ۷۳ را از کمپانی معروف TC CANDLER که از سال ۱۹۹۰ وظیفه معرفی کردن زنان و مردان زیبای دنیا را برعهده دارد را از آن خود کند.

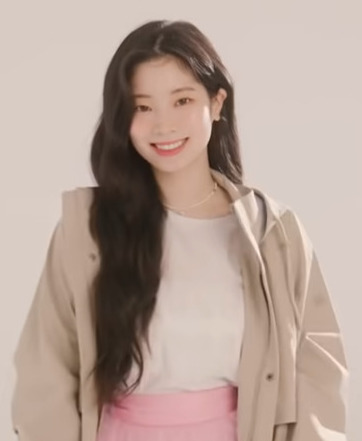
داهیون برای مجله ماری کلیر کره جنوبی ۲۰۲۲

## اختلاف نظرها
در نوامبر ۲۰۱۸، قانونگذار جناح راست ژاپنی، آنودرا ماسارو، از داهیون به دلیل پوشیدن پیراهن ساخته شده توسط مریموند، سازمانی که برای کمک به قربانیان برده داری جنسی توسط ارتش امپراتوری ژاپن در طول جنگ جهانی دوم موسوم به زنان آسایشگر بودجه جمع می‌کرد، انتقاد کرد. ماسارو داهیون را به ضد ژاپنی بودن متهم کرد و خواستار حذف توایس از نمایش سال نو شبکه ان‌اچ‌کی، یعنی کوهاکو یوتا گاسن شد. در ادامه، کره تایمز از جی وای پارک، بنیانگذار کمپانی جی‌وای‌پی، به دلیل عدم صحبت در دفاع از داهیون انتقاد کرد.

## ترانه‌شناسی

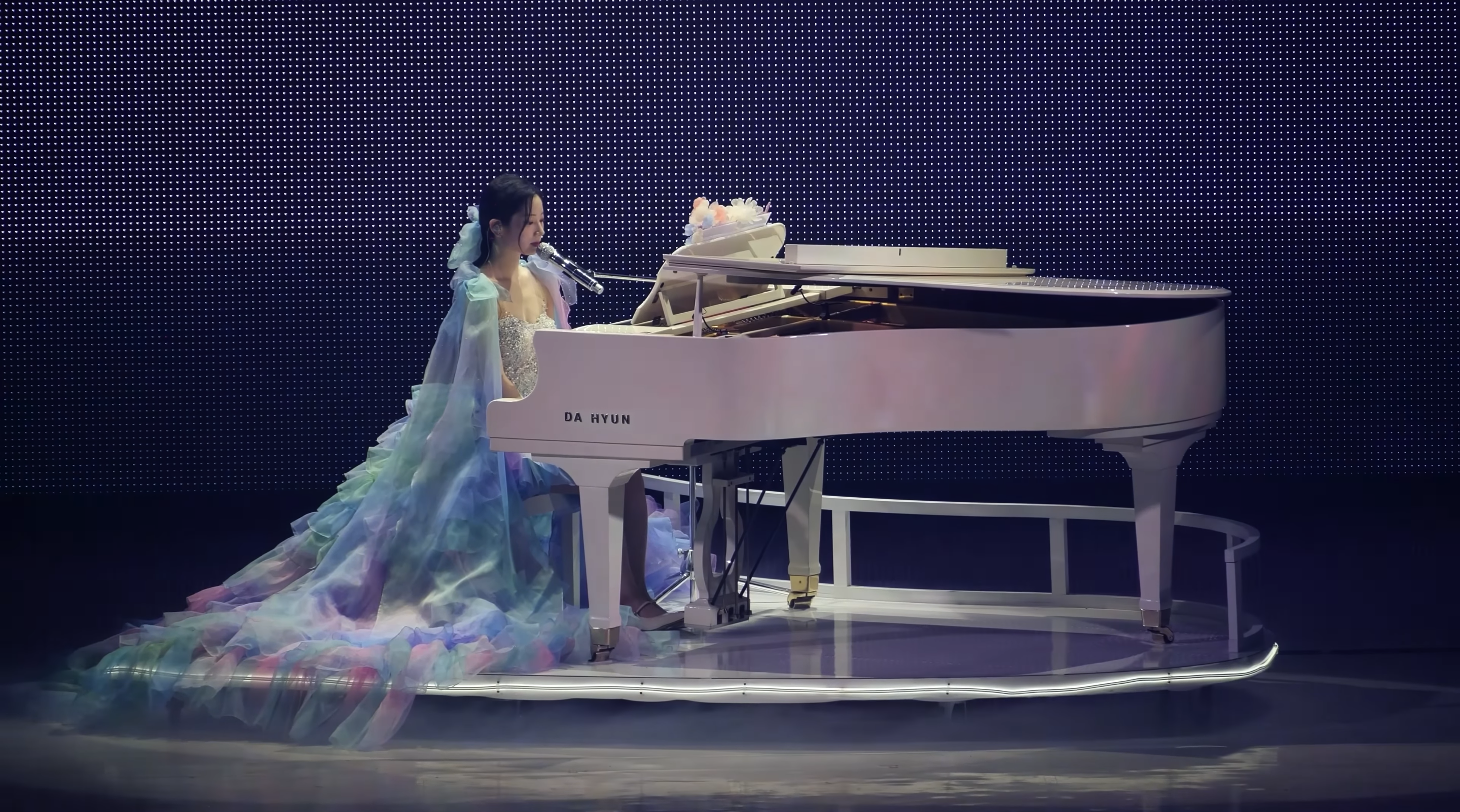
داهیون در حال اجرای آهنگ try از Colbie Caillat در کنسرت۲۰۲۳ توایس

### ترانه‌سرایی
| سال  | ترانه                 | آلبوم                   | با همکاری        |
| ---- | --------------------- | ----------------------- | ---------------- |
| ۲۰۱۷ | Missing U             | توایستاگرام             | چه یونگ          |
| ۲۰۱۹ | Trick it              | Feel Special            | JQ               |
| ۲۰۱۹ | 21:29                 | Feel Special            | بقیه اعضای توایس |
| ۲۰۲۰ | Bring it Back         | Eyes Wide Open          | ـ                |
| ۲۰۲۰ | Queen                 | Eyes Wide Open          | ـ                |
| ۲۰۲۱ | Scandal               | Taste of Love           | -                |
| ۲۰۲۱ | SOS                   | Taste of Love           | -                |
| ۲۰۲۱ | Cruel                 | Formula of Love: O+T=<3 |                  |
| ۲۰۲۲ | Celebrate             | Celebrate               | بقیه اعضای توایس |
| ۲۰۲۲ | TICk TOCK             | Celebrate               |                  |
| ۲۰۲۲ | That's all i'm saying | Celebrate               |                  |
| ۲۰۲۲ | Gone                  | Between 1&2             |                  |
| ۲۰۲۲ | When We Were Kids     | Between 1&2             |                  |
| ۲۰۲۳ | BLAME IT ON ME        | READY TO BE             |                  |
| ۲۰۲۳ | CRAZY STUPID LOVE     | READY TO BE             |                  |

## فیلم‌شناسی

### برنامه‌های تلویزیونی
| سال  | عنوان                       | نقش        | شبکه          | یادداشت                                    |
| ---- | --------------------------- | ---------- | ------------- | ------------------------------------------ |
| ۲۰۱۵ | سیکستین                     | شرکت کننده | ام نت         | برنامه تلویزیونی برای مشخص شدن اعضای توایس |
| ۲۰۱۶ | ویکلی آیدل                  | مهمان      | ام‌بی‌سی آوری ۱ | (قسمت ۲۴۹–۲۸۳)                             |
| ۲۰۱۶ | مرد واقعی                   | بازیگر     | ام‌بی‌سی        | (۷ قسمت)                                   |
| ۲۰۱۹ | مسابقات ورزشکاری آیدل استار | مجری       | ام‌بی‌سی        | [ ۱۴ ]                                     |
| ۲۰۲۲ | مسابقات ورزشکاری آیدل استار | مجری       | ام‌بی‌سی        |                                            |